# Loteria
La loteria és una forma de joc d'atzar que ofereix, a través del sorteig, un premi atractiu per tal de fer participar en el públic al sorteig. El seu funcionament sovint té un cert grau de regulació per part dels òrgans estatals on s'implementa, essent comunes les loteries nacionals com una estructura pública depenent del govern. Nogensmenys, s'organitzen loteries il·legals.
A principi del segle xx, la majoria de les formes dels jocs d'atzar (incloses les loteries i sortejos) eren il·legals en molts països. Això es va mantenir fins després de la Segona Guerra Mundial. En el decenni de 1960 els casinos i les loteries van començar a aparèixer a tot el món com un mitjà per obtenir una major font d'ingressos a través dels impostos, però també per al lucre corporatiu.
Les loteries són, en la majoria dels casos, gestionades pels governs o estats locals i constitueixen un impost regressiu, atès que el gruix de les participacions són adquirides pels membres amb menys poder adquisitiu o amb renda més baixa i, en definitiva, menys pròspers d'una societat. La improbabilitat de guanyar els grans premis també ha donat lloc als epítets d'impost sobre l'estupidesa, matemàtiques d'impostos o impost voluntari. Per altra banda, constitueixen una forma addictiva als jocs d'atzar i, quan gestionades en l'àmbit governamental, representen uns ingressos públics que només perjudiquen els consumidors i que a més a més ocupen espais privilegiats de visibilitat que incrementen el risc de ludopatia. De fet, el desig dels consumidors d'adquirir loteria per a si mateixos és una garantia de beneficis on la mitjana del premi val substancialment menys del que costa comprar.

## Història

### Precedents
Els primers rastes d'una loteria s'han trobat a la dinastia Han entre 205 i 187 aC. La loteria ha ajudat a finançar importants projectes governamentals com la Gran Muralla de la Xina. Des del xinès El llibre dels Cantars (segon mil·lenni abans de Crist) ve una referència a un joc d'atzar com «el dibuix de la fusta», que en aquest context, seria idoni per a descriure el sorteig. Des de l'època celta, els Cornish utilitzen paraules com "teulet prEN" que es tradueix en "llançar a la fusta" i significa "sorteig". La Ilíada d'Homer fa als lots que es col·loca en Agamemon del casc per determinar que lluita Héctor.
La primera loteria europea coneguda es va produir durant l'Imperi Romà, i va ser utilitzada principalment com una forma de diversió en els sopars. Cada convidat rebia un bitllet, i els premis consistien en articles de luxe com ara té. Cada bitllet de titular s'assegura de guanyar alguna cosa. Aquest tipus de loteria però, no és més que la distribució de regals per rics nobles. Els primers registres d'una oferta de bitllets de loteria a la venda de loteria organitzada es troba feta per l'emperador romà Cèsar August. Foren per a les reparacions de la ciutat de Roma, i els guanyadors van rebre premis en forma d'articles de desigual valor.

### Primeres loteries
Embrió de loteria prové dels genovesos. En aquesta república existia el costum de fer a la sort el nom dels cinc senadors que havien d'ocupar certes places. El senat estava compost de noranta membres i per al sorteig es ficava en una caixa cinquanta boles, cinc d'elles marcades que eren les dels càrrecs vacants. El públic que desconeixia el nom dels senadors noranta feia apostes sobre els que poguessin ser els premiats les quals eren objectes de veritable especulació. El primer sorteig públic en acta escrita és la que es va celebrar a la ciutat holandesa de Sluis en 1434.
La primera loteria que va oferir participacions en la venda amb premis en forma de diners es van dur a terme als Països Baixos durant el període 1443-1449. Diverses ciutats de Flandes (parts de Bèlgica, Països Baixos i França), que va tenir lloc en públic per recaptar fons per fortificacions de la ciutat, i recaptar diners per ajudar els pobres. Registres de la ciutat de Gant, Utrecht, i Bruges, indiquen que les loteries poden ser fins i tot de més antiguitat. Una de les primeres actes són del 9 de maig de 1445 a Sluis, es refereix a la recaptació de fons per construir murs i fortificacions de la ciutat, amb un sorteig de 4.304 entrades i un premi en metàl·lic de 1.737 florins. En 1520 Francesc I de França organitza la primera loteria estatal.
Encara que hi havia hagut rifes i jocs similars d'atzar a Anglaterra, la primera loteria oficial va ser establerta per la reina Elisabet I, l'any 1566, i va ser sortejada el 1569. Per tant, els diners de la loteria van suposar un préstec per al govern durant els tres anys que les butlletes s'havien venut. En anys posteriors, el govern va vendre el drets dels bitllets de loteria a intermediaris, els quals, al seu torn, van contractar agents i corredors, que posteriorment es van convertir en la borsa d'avui en dia per diverses empreses comercials.
El rei Jacob I va concedir el 1612 a la Companyia Virgínia de Londres el dret a recaptar fons per ajudar a establir colons a la primera colònia permanent anglesa a Jamestow, am l'acutal estat de Virgínia. Les Loteries colonials a Amèrica han tingut un paper significatiu en el finançament d'empreses privades i públiques. S'ha registrat que més de dos cents loteries van ser acceptatdes, i van exercir un paper important en el finançament de carreteres, les biblioteques, les esglésies, col·legis, canals, ponts. Durant la Guerra Franco-Índia, diverses colònies van fer loteries per ajudar a finançar les seves fortificacions i les milícies locals. El maig de 1758, l'Estat de Massachusetts recaptar diners amb la loteria de la "Expedició contra Canadà". Benjamin Franklin va organitzar una loteria per recaptar diners per comprar canons per a la defensa de Filadèlfia. El 1776 apareixen bitllets de loteria emesos pel Congrés Continental per finançar la Guerra Revolucionària per recaptar fons per donar suport a l'exèrcit colonial. Els impostos mai ha estat acceptat com una manera d'augmentar el finançament públic per als projectes, i això va contribuir a la creença popular que les loteries són una forma d'impost ocult. Després de la Guerra Revolucionària, els diferents Estats han recorregut a les loteries per recaptar fons per a nombrosos projectes públics. Durant molts anys aquestes loteries van ser un gran èxit i va contribuir al ràpid creixement dels Estats Units. Moltes esglésies d'Amèrica va plantejar la construcció de fons a través de les loteries estatals privades autoritzades. Tanmateix, aquest joc es va convertir en una loteria causa de la mala gestió financera i d'escàndol i a finals del segle xix la gran majoria de les constitucions estatals prohibien les loteries i cap al 1890, tret de Delaware and Louisiana, estava prohibida a tots els estats,

### Consagració
Els neerlandesos van ser els primers a posar els diners com a únic premi. La loteria ha demostrat ser molt popular, i va ser aclamada com una forma indolora i voluntària de fiscalitat.
A Espanya es va implantar per primera vegada el 1763 com a Loteria Primitiva, tot i que inicialment va ser concebuda per dedicar els beneficis a obres de caritat, aviat les rendes foren agregades a l'erari públic. Originalment es feien dotze sortejos per any, amb bitllets de 4 pesos.
A França es va crear una loteria el 1776 que va ser abolida el 1836.

## Malalties pel joc
Les persones que participen en els jocs d'atzar i de diners poden desenvolupar una forta dependència d'ells. Això s'anomena la psicopatologia "del joc".
Entre els que participen en els jocs d'atzar i de diners (jocs d'atzar), algunes persones desenvolupen una malaltia: el joc es converteix en una addicció i esdevé incontrolable l'impuls a apostar diners. L'addicció es caracteritza per un estat de necessitat de fer una activitat, o el consum d'una substància, i la necessitat d'augmentar la freqüència o la dosi per mantenir l'ordre i evitar l'estat de manca (malestar, ansietat).
El 1980, l'Associació Psiquiàtrica Americana reconeix joc patològic com un trastorn impulsiu (DSM-III, 1980). Segons un estudi, de l'1 al 2% dels adults compleixen els criteris de joc patològic.
En termes de la política de salut, el debat gira entorn de dos punts de vista oposats. D'una banda, una posició per la qual la prevalença dels jocs d'atzar no està correlacionada amb l'accés a les activitats del "joc" i que no necessita regulació. D'altra banda, hi ha qui defensa una regulació que poden limitar substancialment el nombre de jugadors i els costos socials que s'associen amb aquesta psicopatologia.

## Probabilitat de guanyar
Les possibilitats de guanyar un premi gros de loteria són determinats per diversos factors, entre ells: el recompte dels possibles números, el nombre dels números guanyadors, o no és significatiu per extreure els números i si són retornats a la possibilitat d'un nou dibuix.
Les possibilitats de guanyar qualsevol loteria real pot variar àmpliament depenent de la loteria dissenyada.
La majoria de les loteries donen detalls dels premis quan es posen en venda alguns dels números guanyadors. En la majoria de les loteries, si una gran quantitat de petits premis es concedeixen, el pot es reduirà, de manera similar que el pot es divideix si diversos jugadors tenen tots els butlletes amb els números guanyadors. El valor esperat de les apostes de loteria sovint és especialment baix.
En un famós succés, un home de negocis polonès-irlandès anomenat Stefan Klincewicz va adquirir la quasi totalitat de les 1947792 combinacions disponibles a la loteria irlandesa. Ell i els seus col·laboradors van pagar menys d'un milió de lliures irlandeses, mentre que el pot ascendia a £ 1,7 milions. Hi va haver tres bitllets guanyadors, però amb el quart i el cinquè premis, Klincewicz va realitzar un petit benefici en general.

## Unes loteries nacionals destacades

### Amèrica
- Argentina: Quiniela, Loto i diversos altres
- Barbados: Barbados loteria i diversos altres
- Brasil: Mega-Sena i diversos altres
- Canadà: de Lotto 6 / 49 i de Lotto Super 7
- Xile: Polla Xilena de Beneficència SA
- República Dominicana: Loteria Electrònica Internacional Dominicana SA
- Equador: Loteria Nacional
- Mèxic: Loteria Nacional per a l'Assistència Pública i Pronòstics per l'Assistència Pública

### Europa
- Pan-Europeu: Euromilions
- Països nòrdics: Viking Loteria
- Alemanya: Lotto 6 aus 49, Spiel 77 i Super 6
- Àustria: Lotto 6 aus 45, Euromilions i Zahlenlotto
- Bèlgica: Loterie Nationale o Nationale Loterij i Euromilions
- Bulgària: TOTO 2 6 / 49
- Catalunya: Loteria de Catalunya (6 / 49 entre d'altres)
- Croàcia: Hrvatska lutrija
- Dinamarca: Lotto, Klasselotteriet
- Eslovàquia: Loto
- Eslovènia: Loterija Slovenije
- Espanya: Loterías y Apuestas del Estado, Euromillones
- Finlàndia: Lotto (Veikkaus)
- França: La Française des Jeux i Euromillions
- Grècia: Lotto 6 / 49, Joker 5 / 45 + 1 / 20 i diversos altres
- Hongria: Lotto
- Islàndia: Lotto
- Irlanda:  La Loteria Nacional (((lang-ga | Un Chrannchur Náisiúnta))) i Euromilions
- Itàlia: Lotto i SuperEnalotto
- Letònia: Latloto 5 / 35, SuperBingo, Keno
- Luxemburg: Euromilions
- Malta: Super 5 i Loteria
- Montenegro: Lutrija Crne Gore
- Països Baixos: Staatsloterij (La Loteria de l'Estat)
- Països Baixos: Nationale Loterij Codi postal
- Noruega: Loteria
- Polònia: Loteria
- Portugal: Lotaria Clàssica, Euromilions i Lotaria Popular
- Romania: Loteria Română
- Rússia: Gosloto (((lang-ru | Гослото)), La Loteria de l'Estat)
- República Sèrbia: Lutrija Republike Srpske
- Sèrbia: Državna Lutrija Srbija (La Loteria de l'Estat de Sèrbia)
- Suècia: Lotto (Svenska Spel)
- Suïssa: Suïssa Euromillones i Loteria
- Turquia: Diversos jocs per Milli Piyango İdaresi (Administració de Loteria Nacional), incloent-hi Loto 6 / 49 i pots
- Ucraïna: Super Loteria
- Regne Unit: El  Loteria Nacional, esent el principal joc de Loto. Així mateix,  Dilluns - La Loteria de caritat i Euromilions

### Àsia
- Hong Kong: Marcos Sis
- Israel: Loteria
- Japó: Takarakuji
- Líban: La Libanaise des Jeux
- Malàisia: Esports Toto, Magnum i Magnum 4D, Pa Malàisia Piscines (dona dt Chai)
- Filipines: Sorteig Loteria de les Filipines
- Singapur:  TOTO, 4D
- Corea del Sud: Loteria
- Taiwan: Taiwan Loteria
- Tailàndia: สลากกินแบ่งรัฐบาล (salak ginebra bang ratthabarno "Govern de Loteria"), també anomenat de loteria o หวย(Huay).
- Vietnam: XO tan kien thiết
- Índia

### Àfrica
- Sud-àfrica: Loteria Nacional de Sud-àfrica
- Kenya: Toto 6 / 49, Kenya Caritat Sorteig

### Australasia
- Austràlia: Loteries a Austràlia,  Powerball, Golden taüt
- Nova Zelanda: NZ Loteries